# Alt Camp

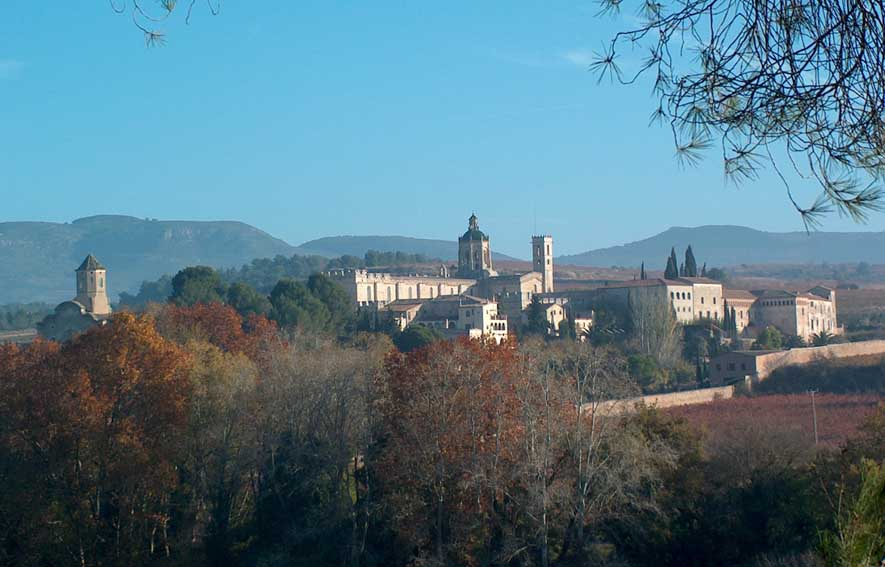
Monastère de Santes Creus.

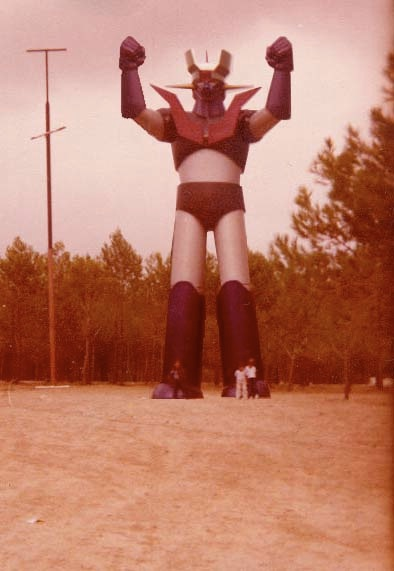
Mazinger Z à Mas del Plata (années 1980).

L'Alt Camp est une comarque de Catalogne dans la province de Tarragone en Espagne. 

## Géographie
Elle fait partie de Camp de Tarragona, et est voisine au nord avec la comarque de la Conca de Barberà, au nord-est avec l'Anoia, à l'est et au sud-est avec l'Alt Penedès et le Baix Penedès, au sud avec le Tarragonès et à l'ouest et sud-ouest avec le Baix Camp.

## Carte
| Anoia Bages Segarra Solsonès Conca de · Barberà Moianès Osona Berguedà Basse · Cerdagne Alt · Urgell Pallars · Sobirà Val d'Aran Alta · Ribagorça Pallars · Jussà Noguera Urgell Pla · d'Urgell Segrià Garrigues Alt · Penedès Baix · Llobregat Barcelonès Vallès · Occidental Maresme Vallès · Oriental Ripollès Garrotxa Alt Empordà Pla de · l'Estany Gironès Selva Baix · Empordà Garraf Baix · Penedès Tarragonès Alt · Camp Baix · Camp Priorat Ribera · d'Ebre Terra · Alta Baix Ebre MontsiàFrance Pyrénées-Orientales Ariège Haute · Garonne Andorre Aragon Communauté valencienneMer Méditerranée |

## Histoire
C'est une des trois comarques dans lesquelles a été divisé le Camp de Tarragone lors de la division comarquale de 1936.

## Communes
| Communes              | Habitants |
| --------------------- | --------- |
| Aiguamúrcia           | 719       |
| Alcover               | 4405      |
| Alió                  | 384       |
| Bràfim                | 636       |
| Cabra del Camp        | 859       |
| Figuerola del Camp    | 319       |
| els Garidells         | 189       |
| la Masó               | 285       |
| el Milà               | 177       |
| Mont-ral              | 180       |
| Montferri             | 225       |
| Nulles                | 369       |
| el Pla de Santa Maria | 1903      |
| el Pont d'Armentera   | 596       |
| Puigpelat             | 789       |
| Querol                | 359       |
| la Riba               | 679       |
| Rodonyà               | 462       |
| el Rourell            | 313       |
| Vallmoll              | 1.413     |
| Valls                 | 22 851    |
| Vila-Rodona           | 1117      |
| Vilabella             | 789       |

## Sites et monuments
On trouve à Mas del Plata (ca), entité dépendant de Cabra del Camp dans la comarque, une statue de dix mètres de haut de Mazinger Z construite à la fin des années 1970.